# Nectophrynoides asperginis
Nectophrynoides asperginis е вид земноводно от семейство Крастави жаби (Bufonidae). Видът е критично застрашен от изчезване.

## Разпространение
Видът е бил ендемичен само за площ от два хектара в основата на водопада Киханси в планината Източна дъга в Танзания.